# Hydraecia butleri
Hydraecia butleri là một loài bướm đêm trong họ Noctuidae.